# Крилатий м'яч
«Крилатий м'яч» — міжнародний відкритий турнір України з флорболу. Проводиться Федерацією Флорболу України і Федерацією Флорболу Донецької області.

## "Крилатий м'яч" 2003
Чемпіоном стала команда флорболістів ФСК "Олімпійський" («Олімп»).

## "Крилатий м'яч" 2004
У 2004 році в Донецьку пройшов четверный турнір. Змагання проводилися в різних вікових категоріях. Брали участь команди з України й п'ять команд з Росії.
Учасники
- «Галант» (Донецьк)
- «Еліс» (Донецьк)
- «Гладковські лиси - Мрія» (Донецьк)
- «Олімпік» (Донецьк)
- «Ізумруд» (Пижмо)
- «Ветлуга» (Воскресенське)
- «Олімп» (Нижній Новгород)

Досягнення
Найкращий бомбардир - Іван Патока з команди «Гладковські лиси - Мрія», що забила 18 м'ячів.
Команда «Преса» команда тренерів, що складається з донецьких журналістів і, зіграли між собою на церемоніях відкриття й закриття турніру.

## "Крилатий м'яч" 2007
У 2007 році змагання проводилися в Донецьку в Палаці спорту «Локомотив».
Змагання проводилися з 25 по 27 травня. Було зіграно 28 матчів у вікових групах 1995—1996, 1993—1994 років народження. Брали участь українські й російські команди.
У рамках турніру також був проведений суперфінал флорбольного етапу «Журналіади Донбасу».
Учасники
- «Торпедо» (Москва)
- «Ветлуга» (Воскресенське)

## "Крилатий м'яч" 2008
Ігри проводилися з 23 по 25 травня у Донецьку на території палацу спорту «Локомотив».
Змагання проводилися в трьох вікових категоріях
- Юнаки й дівчини 1993—1994 року народження
- Юнаки й дівчини молодшого віку 1995—1996 року народження
- Хлопчики й дівчинки 1997—1998 року народження